# Pavel Volya
Pavel Alekseevich Volya (en russe : Па́вел Алексе́евич Во́ля) est un acteur de cinéma russe, artiste d'estrade, présentateur de télévision, chanteur, poète, animateur du Comedy Club, showman et humoriste russe.
En 2007, il commence sa carrière musicale en solo. Il a enregistré plusieurs morceaux et tourné clip vidéos pour les chansons Tout sera génial (Всё будет офигенно), À maman ! (Маме!) , Barvikha (Барвиха) , La meilleure chanson (Самая лучшая песня)  et Penza City. Il a également enregistré de nombreux clips musicaux publicitaires.

## Biographie
Il est né le 14 mars 1979 à Penza. Diplômé de l'école n°11.
Il était capitaine de l'équipe de Penza dans l'émission KVN, Valeon Dasson, dans laquelle il a remporté la Première ligue du KVN (ru), gagnant ainsi le droit de participer à la Ligue majeure. Cependant, en Ligue majeure, l'équipe de Penza était destinée à jouer un seul match et en 1⁄8 de finale de la saison de 2001, Valeon Dasson n'a plus participé aux matchs officiels de l'Union Internationale KVN.
Volya a travaillé comme DJ à la radio russe de Penza sous le pseudonyme de Pavel Dobrovolsky.
Il a travaillé comme scénariste pour Igor Ugolnikov (ru) et après la fermeture de l'émission Bonsoir (Добрый вечер) sur la chaîne STS, il est passé à la radio. Participation à l'animation des programmes Pen' Koloda et Poyekhali ! sur Muz-TV, a prêté sa voix à Masyanya dans l'émission Chez Masyanya et a également animé l'émission matinale No Pasaran ! sur la radio « Hit-FM » en 2002-2003 .
Le 9 avril 2005, lors de la présentation de l'émission Comedy Club (ru), Volya a défini son rôle comme un « salaud glamour », sous le pseudonyme de Pavel « Boule de neige » Volya. En 2023, il décide de quitter l'émission.
D’octobre à décembre 2010, il a animé l’émission sur l’hypnose Qu’as-tu fait vendredi dernier ? (Що ти робив минулої п’ятниці?) sur la chaîne de télévision ukrainienne « 1+1 ».
Le 12 février 2016, il sort l'album Pensées et musique. L'album comprends 11 chansons.
Le 16 avril 2023 débute la première de l'émission humoristique originale de Pavel Volya sur l'antenne du soir de la chaîne TNT. Dans l'émission, le comédien discute avec des invités célèbres, discute de leurs publications sur les réseaux sociaux et résume l'actualité de la semaine. Le partenaire et co-animateur de Volya est Ilya Sobolev.

## Vie privée
Il est marié depuis novembre 2012 à la gymnaste Laysan Utyasheva. Le 14 mai 2013, Utyasheva a donné naissance à un fils, Robert, aux États-Unis,, et le 5 mai 2015, dans la même clinique, elle a donné naissance à une fille, Sofia.

## Scandales
En 2016, lors de son discours à New York, il avait tenu des propos peu flatteurs à l'égard des habitants d'Ekaterinbourg. L'enregistrement vidéo publié de la représentation a suscité de nombreuses réactions de mécontentement sur les réseaux sociaux et des appels au boycott du concert de Volya prévu en décembre de la même année à Ekaterinbourg. Pavel Volya lui-même a ensuite déclaré que c'était une plaisanterie et a accusé les médias d'avoir attisé le scandale. Le concert de Pavel Volya à Ekaterinbourg en décembre 2016 a été annulé (tout comme une représentation dans une autre ville - Tioumen ) : selon l'administrateur du comédien, les organisateurs des événements n'ont tout simplement pas répondu aux appels.